# 최우정
최우정(1991년 ~ )은 대한민국의 배우이다.

## 학력
- 2010년~2014년 동아방송예술대학교 연극영화학과

## 출연

### 방송

#### 드라마
- 2018년 네이버 TV 《하라는 공부는 안하고》 - 김하라 역
- 2019년 V LIVE 《오늘도 남현한 하루》 - 신남희 역
- 2019년 V LIVE 《청춘타로》 - 정희정 역
- 2020년 KBS 2TV 《오! 삼광빌라!》 - 박소미 역
- 2023년 ENA 《남남》 - 최선정 역
- 2023년 tvN 《소용없어 거짓말》 - 젊은 향숙 역
- 2023년 KBS 1TV 《우당탕탕 패밀리》 - 이다정 역

### 영화
- 2013년 《결혼전야》 - 서점 사인회 어른 팬 역
- 2015년 《타투》 - 고삐리 1 역
- 2016년 《이것은 픽션일 뿐이야》 - 혜진 역
- 2017년 《술》 - 소은 역
- 2017년 《미안해하지 않았으면》 - 최연 역
- 2017년 《언니》 - 유정 역
- 2018년 《차장님은 연애중》 - 혜미 역
- 2019년 《완벽한 원나잇》 - 하쿠 역
- 2020년 《구조원들》 - 다은 역
- 2020년 《즐거운 집들이》 (단편 영화)
- 2022년 《당신의 이웃은 친절하지 않다》 - 미정 역

### 공연

#### 연극
- 2013년 《하쿠나 마타타》 - 여고생 역(예터무대소극장)
- 2015년 《아일랜드》 - 자유 역(대학로 스타시티TM)